# Call of Duty: Warzone
Call of Duty: Warzone is een battle royalespel dat is ontwikkeld door Infinity Ward en Raven Software en uitgegeven door Activision. Het gratis spel is op 10 maart 2020 uitgekomen voor PlayStation 4, Windows en Xbox One.

## Spel
Het spel is onderdeel van Call of Duty: Modern Warfare, maar die speltitel hoeft niet te worden aangekocht om Warzone te kunnen spelen. Het spel bevat twee spelmodi: battle royale en plunder. In battle royale speelt men met 150 spelers solo of in teams van twee, drie of vier tegen elkaar om de laatste overlevende te zijn. Plunder is gekoppeld aan de valuta in het spel. Met deze valuta, genaamd "Cash", kan men voorwerpen kopen bij een station.
Wanneer de speler dood gaat in het spel, is men niet direct verslagen. Eerst moet de speler een andere speler zien te verslaan in een een-op-eengevecht. De winnaar van dat gevecht komt vervolgens opnieuw in het spel. De speler kan ook "respawn tokens" kopen om opnieuw te starten in het spel.
De kaart "Verdansk" is merendeels geïnspireerd op verschillende plaatsen in het Oekraïense Donetsk, zoals de luchthaven en de Donbas Arena. Andere plekken zijn gebaseerd op plaatsen in Tsjernobyl, Rusland en Modern Warfare multiplayer-maps.

## Ontvangst
Een dag na uitgave is het spel ruim zes miljoen keer gedownload. Het initiële aantal spelers lag daarmee hoger dan dat van vergelijkbare spellen als Apex Legends en Fortnite. Na vier dagen werd het spel al door ruim 15 miljoen mensen tegelijkertijd gespeeld.